# Saint-Remèze
Saint-Remèze är en kommun i departementet Ardèche i regionen Auvergne-Rhône-Alpes i sydöstra Frankrike. Kommunen ligger  i kantonen Bourg-Saint-Andéol som ligger i arrondissementet Privas. År 2022 hade Saint-Remèze 848 invånare.

## Befolkningsutveckling
Antalet invånare i kommunen Saint-Remèze
Referens: INSEE